# Örebro Black Knights

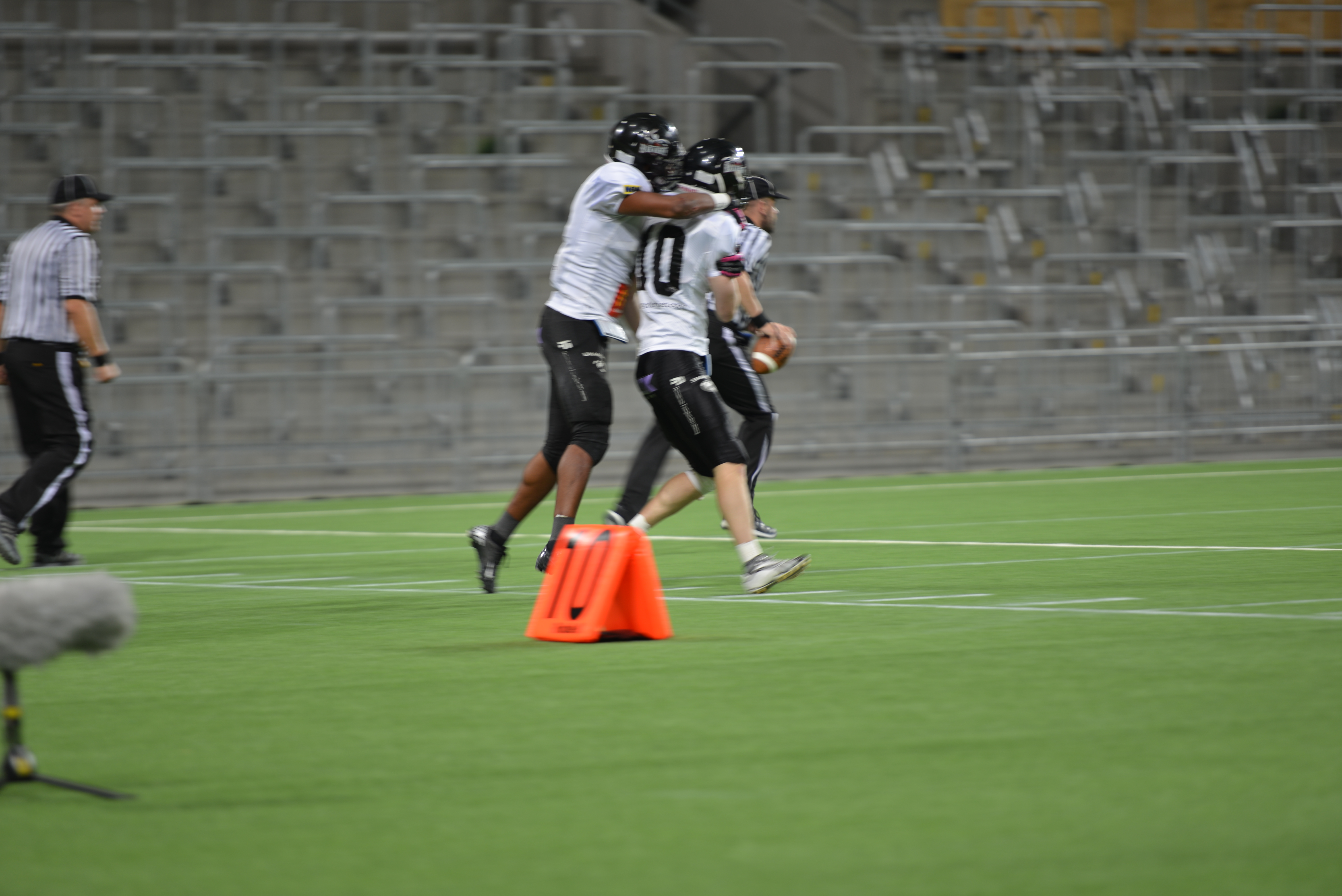
Örebro Black Knights har gjort touch down i sm-finalen 2013 mot Carlstad Crusaders.

Örebro Black Knights är ett svenskt lag i amerikansk fotboll, hemmahörande i Örebro. År 2014 deltog laget i IFAF Champions League i den norra gruppen tillsammans med Carlstad Crusaders, Copenhagen Towers och Helsinki Roosters.

## Coachstab 2016[2]
- Head Coach - Aaron Fiddler
- Offensive Coordinator -
- Defensive Coordinator - Matt Hamme
- Offensive Line -
- Defensive Line - Aleksi Nyström
- Sportchef - David Jonsson
- Lagledare - Tommy Johannessen
- Rekryteringsansvarig - Anders "Mini" Johansson

## Klubbens historia
Laget startades 1989 av Niklas Karlsson och Trond Groth. Första mötet hölls under arbetsnamnet Örebro Eagles på Restaurang Continental. De första spelarna tränade på GIH, och under föreningens första år i seriespel anslöt Mark Hesse som huvudtränare. Mark Hesse var huvudtränare under åren 1990-1995. Laget vann div 3 1990, vann div 2 1991, vann div 1 1992 och spelade i Superserien från 1993 tom 2001. Spelade i div 1 2002-2010. Herrlaget har spelat i högsta serien Superserien, sedan 2011.
En viktig faktor som bidrog till att föreningens lag kunde marschera rätt igenom de lägre divisionerna upp till Superserien finner man i att en inflyttad amerikan kom ner till föreningens träningar inför säsongen 1991, Todd Leyland hade spelat amerikansk fotboll på highschool i Florida. Uppvuxen med idrotten hade han kvalitéer som gav Black Knights anfallsvapen både på marken och i luften, vilket gav spelet nya dimensioner.  
Med Todd Leyland som QB fick föreningen en snabbfotad spelare som kunde passa bollen i de djupare zonerna. Todd Leyland spelade med Black Knights 1991-1992 samt 1994. 1994 spelade Todd Leyland på försvaret.    
Laget var i SM-final 1998 och 1999, men man förlorade båda gångerna mot Stockholm Mean Machines, de senaste åren har Herr elitlaget gått till SM final , 2016 och 2017  men förlorade då mot Carlstad Crusaders. I 2021 vann herrarna sitt första SM-guld när Stockholm Mean Machines besegrades med 28-14 inför 3 000 åskådare på Behrn Arena.
Damelitlaget har vunnit två raka SM guld 2016 samt 2017. Damlaget har spelat SM-final 2015–2022.
Huvudtränare i Örebro Black Knights:
- 1990–1995 Mark Hesse
- 1996–1998 Martin Lundberg
- 1999 Martin Lundberg/Peter Lockman
- 2000–2001 Lon Ruther
- 2002 Claes Samuelsson / Björn Marcusson
- 2003–2008 Peter Ericson / Björn Marcusson
- 2009 Björn Marcusson
- 2010–2012 Peter Ericson
- 2013 Jim Ward
- 2014 Mike Caniglia
- 2015 Randy Beverly Jr
- 2016–2018 Aaron Fiddler
- 2019: Matt Hamme
- 2020: Timothy Speckman
- 2021–2022 Sam Eisenstadt
- 2023 Micael Jönsson
- 2024 Sam Eisenstadt
- 2025 Branko Mutic

Quarterbacks sedan star
2021 -  Trevor VAsey USA
2020 - Jake Sisson USA
2019 - John Knox USA
2018 - Raleigh Yeldell USA
2017 - Corbin Lawler USA
2016 - John Knox USA
2015 - Grant Welp USA
2014 - Andrew Shoop USA & Joe Clancy USA
2013 - David Ingram USA
2012 - Chris Ware USA
2011 - Cody Ladutko USA
2010 - Gustaf Andersson
2009 - Daniel Rödjemyr
2008 - Johan Stål
2007 - Daniel Rödjemyr
2002 - 2006 - Marcus Hegbo
2001 - Lon Ruther
2000 - Johan Sjögren & Lon Ruther
1999 - SCott Gasper USA
1998 - Joe Clair USA
1997 - Geoff Huetten USA
1996 - Rob Kitching USA
1994 -1995 - Lon Ruther
1993 - Robert Myer USA
1991-1992 - Todd Leyland USA
1990 - Mats Hagsten & Angelo Welander